# Чагин, Борис Александрович
Бори́с Алекса́ндрович Ча́гин (10 (22) марта 1899, Москва — 10 декабря 1987, Ленинград) — советский философ, специалист в области исторического материализма, истории марксистской философии и социологии. Доктор философских наук, профессор. Член-корреспондент АН СССР с 10 июня 1960 года по Отделению экономических, философских и правовых наук (философия).

## Биография
Участник Гражданской войны и подавления Кронштадтского восстания (1921). Член РКП(б) с 1920 года. С 1922 года находился на преподавательской работе. Окончил историческое отделение Военно-педагогической школы в Петрограде (1923) и философское отделение Института красной профессуры (1931). В 1930-е годы преподавал марксизм-ленинизм в учебных заведениях РККА и Ленинградском отделении Коммунистической академии. Оправдывая в своих публикациях сталинизацию философии, Б.А. Чагин стал единственным, кто избежал общей судьбы сотрудников Ленинградского отделения Института философии: все они были репрессированы, подавляющее большинство из них – расстреляны:125-126.
В 1940 году был избран деканом философского факультета ЛГУ, откуда в 1941 году ушёл в народное ополчение. После Великой Отечественной войны возглавлял кафедру философии Военно-медицинской академии и кафедру истории философии ЛГУ. Доктор философских наук (1946), профессор (1948). С 1963 года — старший научный сотрудник ленинградской кафедры философии АН СССР, позднее заведующий кафедрой.
Был редактором философской серии «Вестника ЛГУ», членом редакционной коллегий журналов «Вопросы философии» и «Научные доклады высшей школы. Философские науки». Известный исследователь научного творчества Г. В. Плеханова, редактор ряда изданий его сочинений («Избранные философские произведения», тт. 1—5, 1956—1958; «Философско-литературное наследие», тт. 1—3, 1973—1974).

## Основные работы
- «Философские и социологические воззрения Ф. Меринга» (1934)
- «Борьба Ленина за марксистский материализм в 90-х гг.» (1940)
- «Проблемы развития в природе и обществе» (1958, редактор)
- «Борьба марксизма-ленинизма против философского ревизионизма в кон. XIX — нач. XX вв.» (1959)
- «Из истории борьбы B. И. Ленина за развитие марксистской философии» (1960)
- «Ленинский этап в развитии марксистской философии» (1960)
- «Из истории борьбы против философского ревизионизма в германской социал-демократии (1895—1914)» (1961)
- «Г. В. Плеханов и его роль в развитии марксистской философии» (1963)
- «Развитие Марксом и Энгельсом теории научного социализма после Парижской Коммуны» (1964)
- «Проблема возможности и действительности» (1964, редактор)
- «Ленин о роли субъективного фактора в истории» (1967)
- «Развитие В. И. Лениным исторического материализма после Великой Октябрьской социалистической революции» (1967, в соавт. с З. М. Протасенко и В. П. Федотовым)
- «Субъективный фактор: структура и закономерности» (1968)
- «Создание и развитие К. Марксом и Ф. Энгельсом теории научного коммунизма» (1970)
- «Очерк истории социологической мысли в СССР (1917—1969)» (1971)
- «История развития советской социологии за полвека» // «Философские науки», 1972, № 2—3 (в соавт. с В. П. Федотовым)
- «Плеханов» (1973, в соавт. с И. Н. Курбатовой)
- «Марксистско-ленинский принцип партийности в философии» (1974)
- «Борьба за исторический материализм в СССР в 20-е гг.» (1975, в соавт. с В. И. Клушиным)
- «Разработка Г. В. Плехановым общесоциологической теории марксизма» (1977)
- «Социологическая мысль в России» (1978, редактор)
- «Структура и закономерности общественного сознания» (1982)
- «В. И. Ленин о диалектике объективного и субъективного в историческом процессе» (1985)
- «Исторический материализм в СССР в переходный период 1917—1936 гг.: историко-социологический очерк» (1986, в соавт. с В. И. Клушиным)

Автор глав и разделов в коллективных трудах «Краткий очерк истории философии» (1960; 6-е изд. 1981), «История философии» (тт. 1—6, 1957—1965), «Марксистско-ленинская философия» (1964), «История КПСС» (т. 1, 1964).

## Награды
Был награждён орденом Ленина, орденом Октябрьской Революции, четырьмя другими орденами, а также медалями.
Лауреат премии им. Г. В. Плеханова АН СССР (1973) «за разработку вопросов ленинского этапа развития философии марксизма и философского наследия Г. В. Плеханова в трудах „Ленин о роли субъективного фактора в истории“, „Субъективный фактор. Структура и закономерности“, „Г. В. Плеханов и его роль в развитии марксистской философии“».